# NIAGARA TRIANGLE Vol.1
- 大瀧詠一 > 大瀧詠一の作品一覧 > NIAGARA TRIANGLE Vol.1
- 山下達郎 > 山下達郎の作品一覧 > NIAGARA TRIANGLE Vol.1
- 伊藤銀次 > NIAGARA TRIANGLE Vol.1

『NIAGARA TRIANGLE Vol.1』（ナイアガラ・トライアングル ヴォリュームワン）は、1976年3月25日に発売されたナイアガラ・トライアングル（大滝詠一、山下達郎、伊藤銀次）通算1作目のスタジオ・アルバム。

## 解説
1973年当時、大滝詠一のナイアガラ構想は、ノヴェルティー・タイプのココナツ・バンク、大滝詠一のポップス、シュガー・ベイブのメロディー・タイプ中心という三位一体構想だった。1974年9月にディストリビュート会社もエレックレコードに決まり、1975年4月に『SONGS』、5月に『NIAGARA MOON』がリリースされてようやくレーベルとしての本格的な活動が始まったが、その折にエレック・レコードが倒産、結局1976年、日本コロムビアと新契約を結んだ。それまで所属していたシティー・ミュージックも解散、そのとき設立したのがザ・ナイアガラ・エンタープライズだった。
『SONGS』『NIAGARA MOON』と連続リリースされた後の6月9日、当時のナイアガラでレコード制作と並んでもう一つの基幹活動となったラジオ番組『ゴー・ゴー・ナイアガラ』がスタートし、その最初のゲストとして伊藤銀次、山下達郎を迎えたのが第16回（9月29日）第17回（10月6日）だった。この番組がきっかけとなって、終了後に“トライアングル企画”を提案した。大滝にとっては新会社を作り、新たにコロムビアと契約するので、その第一弾として1973年からここまでの三人の活動を記録しておきたいという思いからの提案だった。ココナツ・バンクは1973年9月で解散、シュガー・ベイブもアルバム1枚をもってレーベルとの契約を終了していたため、1976年の契約時点でナイアガラのアーティストは大滝一人だけになっていたので、コロムビアとしては最初のアルバムだったが、ナイアガラ構想の事実上最後のアルバムだった。
この企画はアルバム『ティーンエイジ・トライアングル』をヒントにしたものだが、シンガー・ソングライター・プロデューサーの3人が、各々のプロジェクトを持ち寄って集まるというアルバムはそれまで類が無かった。おのおのが3曲、または4曲ずつ持ち寄り、プロデュースも各自が行うという体制でレコーディングは進められた。当初、このアルバムの“オチ”として大滝が密かに予定していたのは三人で歌う「ホンダラ行進曲」だった。ライブでカバーしたのにはそうした個人的背景があってのことだったが、その前に「ナイアガラ音頭」のアイデアがラジオ番組に届き、当初はラジオ番組用の遊びのつもりで作ったが、これが「ホンダラ行進曲」に取って代わる楽曲として収録された。
2013年3月20日、大滝とナイアガラ・レーベルの楽曲が各音楽配信サイトにて一斉配信され、本作もオリジナル盤収録の11曲が配信リリースされた。

## 収録曲

### SIDE A
1. ドリーミング・デイ
  - 作詞 : 大貫妙子、作曲・編曲 : 山下達郎
  - このアルバムのために書き下ろされた曲で、山下によれば3年間大滝と付き合って色々影響を受けたことを表現した作品だという[6]。仮題は「クライド・マック・バーガー」[7]。
2. パレード
  - 作詞・作曲・編曲 : 山下達郎
  - シュガー・ベイブのレコーディングの話が出来た頃、大滝からシングル向きの曲をと依頼されて作ったものの「シングル向きではない」と言われ、デモ・テイクは録音したものの結局アルバムには入らなかった[6]。山下によれば家のコタツに入って安物のワインを飲みながら書いた記憶があり、ギターで作ったから、ああいうビート感が出たのだという[8]。キースの「98.6」が下敷きになっている。後に「DOWN TOWN」がバラエティ番組「オレたちひょうきん族」のエンディングに使用されたのに合わせ、カップリングとしてシングルカットされた[注釈 6]。1994年には「ポンキッキーズ」で使用され、再度シングル・カット[注釈 7]。2003年、つじあやのによってカバーされた[注釈 8]。
3. 遅すぎた別れ
  - 作詞 : 伊藤銀次、作曲・編曲 : 山下達郎
  - 元々はザ・キングトーンズ用に74年秋頃作曲したもの。当時「語り」の曲にとても興味があり、伊藤と山下と村松邦男の3人で徹夜で詞のアイデアを練ったという。誰が語りを担当するかを決める段になって、ロバート・レッドフォードの説明文を読んだところ、伊藤が一番いやらしいムードが出せたので彼が担当することになった[6]。伊藤によれば、詞は麻生よう子「逃避行」を意識したという[9]。三人揃って一度だけ行われたアルバム発売記念コンサート[注釈 9]でSEも入って、ほぼレコード通りに伊藤の語りで演奏された[10]。
4. 日射病
  - 作詞・作曲・編曲 : 伊藤銀次
  - ココナツ・バンク時代の曲。伊藤によれば「結局アルバムは出なかった、というところで、ココナツ・バンクで、続いていればやったはずの曲を全部、ここで入れておきたかったという。そうしないと、次に行けないような気がしたから、ここで一人でココナツ・バンクを清算した」[9]という。その結果、新曲が「幸せにさよなら」だけとなった理由については「何書いていいのかわかんなかったっていうのはあったよね。<幸せにさよなら>はあったけど、それに追いついていく曲がなかったっていうか」「作家になれるなんて思ってなかったもん。やっぱりまだギタリスト」[11]と答えている。
5. ココナツ・ホリデイ'76
  - 作曲・編曲 : 伊藤銀次
  - はっぴいえんどラスト・ライヴ“CITY -LAST TIME AROUND”でも演奏されているが、元は「紙ひこうき」というカントリー・ロックのような曲名だったが、大滝のアドバイスで「ココナツ・ホリデイ」になったという。かつて伊藤はこの時のアレンジが心残りだったことから[9]、2003年にココナツ・バンクとして初のアルバム[注釈 10]に「ココナツ・ホリデー2003」として再レコーディングされた。コーラスの「コーコーナッツ」は、ココナツ・バンクがバックを務めた大滝のブルボン「ココナッツ･コーン」のCMソングのコーラスからの流用。また、シングル「ナイアガラ音頭」のB面曲「あなたが唄うナイアガラ音頭」におけるイントロの珍事は、この曲からセレクトされたものが使われている[12]。

### SIDE B
1. 幸せにさよなら
  - 作詞・作曲・編曲 : 伊藤銀次
  - 73年の暮れに伊藤が大阪に帰ったときに弟が持っていたテープ・レコーダーで作られた楽曲。伊藤によれば当時付き合っていた彼女がいたものの、些細な誤解で別れてしまったという。それとココナツ・バンクのケンカしたメンバーがいて、その両方に捧げた曲だという。「もうここは大阪ではないのよ。勝負をかけなきゃいけない場所に来てるわけだから、これでもしまた一人になったらまたゼロから始めてくしかないなと思わなかったんですよ、その時にね。ただ、大滝さんからいろいろ学んだものがあるからね、これでもう一度やり直そうと思ってから」[11]だという。ただ、大滝はもしこの曲を出すにしても伊藤のソロとしては思い浮かばなかったという。「ちょうど加山雄三のディレクターと知り合いだったから、これは加山さんがやってくれたら一石二鳥と思って、テープを持ってったのよ」[11]という。しかし、この話はうやむやになってしまったため、それがずっと気になっていた大滝は『トライアングル』の話をしたときにこの曲をやることを提案したという[11]。原題は「想い出にさよなら」だったが、メリサ・マンチェスターが同名の曲を先に発表したため、<こっちが早いといっても信じてもらえないだろうし、又、真似をしたといわれるのが癪で>[6]タイトルが変更された。
2. 新無頼横町
  - 作詞・作曲・編曲 : 伊藤銀次
  - 伊藤によればこの頃、中原弓彦の著書『世界の喜劇人』に凝っていて、その影響を受けた“スラップスティック・ロック”といえる作品だという。ザ・バンドのような泥臭いサウンドが好きな面が良く出ていて、自分でもアレンジはものすごく気に入っているという[9]。イントロで山下が「シュッ、バーン」とピストルの擬音をすると「あー」と撃たれる役を吉田美奈子が担当している[13]。
3. フライング・キッド
  - 作詞 : 吉田美奈子、作曲・編曲 : 山下達郎
  - 以前、大滝の自宅スタジオに1週間程寝泊りしたことがあって、そのときに感じた福生の空気を曲にしようと思って作られた曲。歌詞の一部だけを抽出した言葉をメロディにのせ歌われているため、全体像は歌詞カードに表されている[6]。録音中の仮題は「福生スケッチ」[7]。
4. FUSSA STRUT Part-1
  - 作曲・編曲 : 大瀧詠一
  - 『NIAGARA MOON』に収録されている「福生ストラット」が“Part2”ならば“Part1”もあるのでは、という「ゴー・ゴー・ナイアガラ」への投書でのリクエストを受けて制作された[3]。後にYMOを結成する細野晴臣と坂本龍一のレコーディング・セッションでの初顔合わせ曲だと言われている[14]。
5. 夜明け前の浜辺
  - 作詞・作曲・編曲 : 大瀧詠一
  - 元々は『NIAGARA MOON』制作時に「夜の散歩道」としてレコーディングされていたが、アルバムの構想に合わないとの判断から収録が見送られていた作品[10]。レコーディングとミキシングのエンジニアを手がけて時間がなかったため、歌える楽曲として選ばれた。大滝によれば数分で詞を作って、2回歌ったきりだという[15]。2014年、鈴木雅之のカバー・アルバム『DISCOVER JAPAN II』にてカバーされた。
6. ナイアガラ音頭
  - 作詞・作曲・編曲 : 大瀧詠一
  - 「ゴー・ゴー・ナイアガラ」に来たリクエスト葉書からインスピレーションを得て作られた[6]。ボーカルはブルース・クリエイション - DEWの元メンバーで、以前から大滝と親交のあった布谷文夫。本楽曲では“新民謡歌手”としてクレジットされている。これ以後、第1期ナイアガラに欠かせない存在となる。レコーディングは純邦楽側と洋楽側で別々に行われ[15]、スタジオで初めて両方をミックスする時に居合わせた山下は、純邦楽と洋楽が違和感無くクロスオーバーしていたことに驚き「今世紀最高の傑作だ」と叫んだという。

## クレジット

### ドリーミング・デイ
| WORDS 大貫妙子           |
| MUSIC & ARRANGE 山下達郎 |

| Dr.   | 上原裕                |
| Bass. | 寺尾次郎              |
| Keyb. | 坂本龍一              |
| Horn. | 稲垣次郎 Section      |
| Alto. | 岡崎資夫              |
| Cho.  | 山下達郎 & 吉田美奈子 |

| Gt., Per., Vocal. 山下達郎 |

| Dedicated to | - Clyde McPhatter - Dion - Dells |

### パレード
| WORDS・MUSIC & ARRANGE 山下達郎 |

| Dr.   | 上原裕   |
| Bass. | 寺尾次郎 |

| Keyb. & Vibe. 坂本龍一 |

| Horn. | 稲垣次郎 Section      |
| Cho.  | 山下達郎 & 吉田美奈子 |

| Gt., Glocken. & Vocal. 山下達郎 |

| Dedicated to | - Jerry Ross - Jim Wisner - Joe Renzetti - Keith |

### 遅すぎた別れ
| WORDS 伊藤銀次           |
| MUSIC & ARRANGE 山下達郎 |

| Dr.   | 上原裕   |
| Bass. | 寺尾次郎 |
| Keyb. | 坂本龍一 |

| Vocal. & Cho. 山下達郎 & 吉田美奈子 |
| カタリ & Gt. 伊藤銀次               |

| Side. | 山下達郎 |

| Dedicated to Kingtones |

### 日射病
| WORDS・MUSIC & ARRANGE 伊藤銀次 |

| Dr.   | 平野肇                |
| Bass. | 吉田健                |
| Keyb. | 坂本龍一              |
| Cho.  | 山下達郎 & 吉田美奈子 |

| Vocal. & Gt. 伊藤銀次 |

### ココナツ・ホリデイ'76
| MUSIC & ARRANGE 伊藤銀次 |

| Dr.   | 平野肇              |
| Bass. | 吉田健              |
| Keyb. | 坂本龍一            |
| Per.  | 斉藤ノブ            |
| Cho.  | 村松邦男 & 大貫妙子 |

| Gt. & Cho. | 伊藤銀次 |

| =ギンジ伊藤とココナツ・ボーイズ= |                                    |
|                                  | 布谷“アミーゴ”文夫                 |
|                                  | G・H“オットーレ”助川               |
|                                  | 伊藤“セプアンジェ”銀次             |
|                                  | 上原“Crazy Laughing”ユカリ         |
|                                  | 斎藤“アー・エライコッチャッタ”ノブ |

### 幸せにさよなら
| WORDS・MUSIC & ARRANGE 伊藤銀次 |

| Dr.     | 平野肇   |
| Bass.   | 吉田健   |
| Keyb.   | 坂本龍一 |
| Per.    | 斉藤ノブ |
| M.Harp. | 松田幸一 |

| A&E Gt. & Vocals. 伊藤銀次 |

### 新無頼横町
| WORDS・MUSIC & ARRANGE 伊藤銀次 |

| Dr.   | 上原裕   |
| Bass. | 吉田健   |
| Keyb. | 坂本龍一 |
| Per.  | 斉藤ノブ |

| Cho. & Bang. 山下達郎 & 吉田美奈子 |
| Gt., Vocal. & Shoot. 伊藤銀次      |

### フライング・キッド
| WORDS 吉田美奈子         |
| MUSIC & ARRANGE 山下達郎 |

| Dr.   | 上原裕   |
| Bass. | 寺尾次郎 |
| Keyb. | 坂本龍一 |

| Flying Alto. 岡崎資夫                       |
| Flying Gt. 中野督夫                         |
| Flying Organ. & Per. 吉田美奈子             |
| Gt., Vocal., Per., Vibe. & Elc.Pf. 山下達郎 |

| Dedicated to | - 45 Studio, Fussa - Yokota & Iruma |

### FUSSA STRUT Part-1
| MUSIC & ARRANGE 大瀧詠一 |

| Dr.    | 上原裕           |
| Bass.  | 細野晴臣         |
| Piano. | 坂本龍一         |
| Gt.    | 村松邦男         |
| Horn.  | 稲垣次郎 Section |

| - おしゃもじ・ますらお夫連合会 - ユカリ、布谷、ノブ、G・H、銀次 |

| 福生鬼痴Guys |

|  | - 布谷“ボゴチカ”文夫 - 斎藤“チカボン”ノブ - 伊藤“俺一人”銀次 - 上原“やましな”ユカリ - G・H“ ”助川 |

### 夜明け前の浜辺
| WORDS・MUSIC & ARRANGE 大瀧詠一 |

| Dr.    | 林立夫                      |
| Bass.  | 細野晴臣                    |
| Piano. | 松任谷正隆                  |
| Gt.    | 鈴木茂                      |
| Steel. | 駒沢“Sleeping, Walking”裕城 |
| Vocal. | 大滝“Yellow Yodel”詠一      |
| S.E.   | 谷川                        |

### ナイアガラ音頭
| WORDS・MUSIC & ARRANGE 大瀧詠一 |

| Dr.    | 上原裕                      |
| Bass.  | 田中章弘 (from Huckle Buck) |
| Piano. | 坂本龍一                    |
| Per.   | イーハトヴ・田五三九        |

|  | - and - ナイアガラ社中 - and - 唄 布谷“新民謡歌手”文夫 - 我田引水の自称弟子のくりーむそーだすい。 - Yokohama thanks! |

|                                                       |
| アルバム・プロデュースに関しましての感謝感激雨霰 To : |
|                                                       |
| 岸本哲（He drived a thousand miles away.)             |
| 矢崎“BlackArt”義博                                    |
| 稲垣次郎                                              |
| 前島邦昭                                              |
| （以上 Niagara Office）                               |
|                                                       |
| 生田朗                                                |
| 鈴木リエ                                              |
| （以上 TAKE ONE）                                     |
| 川本晴義 (PMP)                                        |
| 新居章夫 (ARS)                                        |
|                                                       |
| and 谷川恰 (Columbia Records)                         |
|                                                       |
| and Sleepy-eyed ツージー、G・H 助川                   |
|                                                       |
| and Pさん、ちびちゃん、おばあちゃん                   |
| 昭和51年2月 大瀧詠一                                  |

### スタッフ
| PRODUCER : 大瀧詠一 |

| CO-PRODUCER | - 山下“クマ”達郎 - 伊藤“Old British Rocker”銀次 |

| ENGINEER 笛吹銅次                                        |
| STUDIO 45, Fussa & COLUMBIA, Akasaka                     |
| SPECIAL GUEST 布谷文夫 (from English Companion, Kawagoe) |
| Cover Design 中山泰 (from Richie Young Studio)           |
|                                                          |
| OUR GUESTS :                                             |

|  | - 坂本龍一 - 吉田美奈子 (Coutesy of RVC Records) - 稲垣次郎セクション - 上原“ユカリ”裕、村松邦男、大貫妙子（以上 from Sugar Babe） |

| GINJI'S GUESTS : |

|  | - 吉田健、斉藤ノブ、平野肇 - （以上 from Bye Bye Session Band） - 松田“アリちゃん”幸一 (from Last Show) |

| KUMA'S GUESTS : |

|  | - 寺尾次郎 (from Sugar Babe) - 中野督夫 (from SCR)(Courtesy of CBS SONY Records) |

| BANNAI'S GUESTS : |

|  | - 細野晴臣、鈴木茂、松任谷正隆、林立夫 - （以上 from Tin Pan Alley） - (Courtesy of CROWN Records) - 駒沢裕城 (from Sunset Gang) - ナイアガラ社中 |

## 1986年盤

### 解説
1986年に初CD化された際は一部の曲が吉田保によるリミックスに差し替えられたほか、オリジナル・ミックスの音源にもエコーがかけられている。

### 収録曲
1. ドリーミング・デイ
リミックス。
2. パレード
リミックス。
3. 遅すぎた別れ
リミックス。
4. 日射病
5. ココナツ・ホリデイ'76
冒頭のSEがカット。オリジナル盤ではエンディングがフェイド・アウトせず最後まで収録されていたが、本盤収録時にはフェイド・アウト編集された。
6. 幸せにさよなら
7. 新無頼横町
リミックス。
8. フライング・キッド
リミックス。
9. FUSSA STRUT Part-1
10. 夜明け前の浜辺
11. ナイアガラ音頭

### スタッフ
- Original Mix:笛吹銅次(1976)
- 1, 2, 3, 7, 8 Remixed by 吉田保(1986)

## CD選書シリーズ

### 解説
1995年3月24日にファースト・ソロ・アルバム『大瀧詠一』と、ナイアガラ・レーベルからリリースされた『NIAGARA MOON』『NIAGARA CM SPECIAL』とともにオリジナル・マスターおよび、ボーナス・トラック付きで再発された。

### 収録曲
1. ドリーミング・デイ  –  (4'21")
2. パレード  –  (5'14")
3. 遅すぎた別れ  –  (4'20")
4. 日射病  –  (3'49")
5. ココナツ・ホリデイ'76  –  (5'07")
今回もフェイド・アウト編集された。
6. 幸せにさよなら  –  (4'23")
7. 新無頼横町  –  (4'39")
8. フライング・キッド  –  (3'55")
9. FUSSA STRUT Part-1  –  (4'55")
10. 夜明け前の浜辺  –  (4'19")
11. ナイアガラ音頭  –  (3'13")
(Bonus Tracks)
12. 幸せにさよなら（シングル・バージョン）  –  (3'53") MONO
  - 作詞・作曲・編曲 : 伊藤銀次
  - アルバムのプロモーションということで、3人が交互に歌うアイデアを大滝が思いつき、この曲が“ナイアガラ・トライアングル”名義でシングル・カットされた[17]。この曲は大滝の初ソロ・シングル「恋の汽車ポッポ」[注釈 11]以来のモノラル・ミックスでシングル・カットされた。
13. ドリーミング・デイ（シングル・バージョン）  –  (4'04") MONO
  - 作詞 : 大貫妙子、作曲・編曲 : 山下達郎
  - シングル「幸せにさよなら/ドリーミング・デイ」に、モノラル・ミックスで収録されたシングル・バージョン。イントロの一部がカットされ、フェイド・アウトも早い。
14. ナイアガラ音頭（シングル・バージョン）  –  (2'49") MONO
  - 作詞・作曲・編曲 : 大瀧詠一
  - 当初、シングルは「幸せにさよなら/ドリーミング・デイ」だけの予定だったが、コロムビアの営業サイドから出た「ナイアガラ音頭」のシングル・カット要請を受けて制作されたシングル・ヴァージョン。オリジナル・ヴァージョンのオケのピッチを上げ、坂本龍一のクラビネットをダビングし、ヴォーカルも録り直されているディスコ・ヴァージョンとなった。シングルでリリースされたほか、コロムビアではルーファスとのカップリング・シングル[注釈 12]を制作したり、「ナイアガラ音頭」のディスコ・プロモーションやダンス・コンテスト、布谷のテレビ出演などの宣伝活動が行われた[18]。イントロに追加された“オンド”コーラスは、95年盤の大滝の“ボーナス・トラック解説”では、布谷と“たまたまスタジオにいた”当時オールナイトニッポン第二部のDJ及川伸一とされているが、2006年盤では、“スタジオにたまたま応援に来ていた”PMPの川本晴義と及川が参加と記載されている[3]。

## 30th Anniversary Edition

### 収録曲
1. ドリーミング・デイ  –  (4'24")
2. パレード  –  (5'17")
3. 遅すぎた別れ  –  (4'25")
4. 日射病  –  (3'53")
5. ココナツ・ホリデイ'76  –  (7'14")
6. 幸せにさよなら  –  (4'28")
7. 新無頼横町  –  (4'43")
8. フライング・キッド  –  (4'00")
9. FUSSA STRUT Part-1  –  (4'59")
10. 夜明け前の浜辺  –  (4'26")
11. ナイアガラ音頭  –  (3'16")
(Bonus Tracks)
12. 幸せにさよなら（シングル・バージョン）  –  (3'53") MONO
13. ドリーミング・デイ（シングル・バージョン）  –  (4'03") MONO
14. ナイアガラ音頭（シングル・バージョン）  –  (2'48") MONO
15. あなたが唄うナイアガラ音頭  –  (3'21") MONO
  - 作詞・作曲 : 大瀧詠一、編曲 : 多羅尾伴内
  - シングル「ナイアガラ音頭」のB面として、モノラル・ミックスで収録。「ココナツ・ホリデイ'76」で使われた、お囃子がイントロに付けられた。B面にA面曲のカラオケを収録する形態はその後一般的となるが、このときはB面を作る余裕も時間もなかったためだという[3]。
16. ココナツ・ホリデイ3日目  –  (5'25") MONO
  - 作詞・作曲 : 伊藤銀次
  - 「ココナツ・ホリデイ'76」に使われたお囃子がほぼ完全な形で収録されている。この時のテイクが「あなたが唄うナイアガラ音頭」のイントロにも使われている。

### クレジット
- Re-Mastering Data
  - A/D Transfers by 中里正男 at ONKIO HAUS, Ginza
  - D/D Transfers by 内藤哲也 at Sony Music Studios Tokyo
  - Mastering by 笛吹銅次 at Fussa 45 Studio, Fussa
  - Director : 城田雅昭 (Sony Music Records)
  - Technical Advisor : 柿崎景二 (Sony Music Studios Tokyo)
  - Producer : 大瀧詠一 (The Niagara Enterprises)

## リリース履歴
| #  | 発売日        | リリース                | 規格                   | 品番                        | 備考 |
| -- | ------------- | ----------------------- | ---------------------- | --------------------------- | --- |
| 1  | 1976年3月25日 | ナイアガラ ⁄ コロムビア | LP                     | LQ-7001-E (NGLP-505,506-NT) | ジャケットに“STEREO”表記があるのとないのとがある。また、アーティスト番号の「NGLP」が「NILP」となっている。 |
| 2  | 1976年5月25日 | ナイアガラ ⁄ コロムビア | CT                     | CAK-1226-E                  | |
| 3  | 1981年4月1日  | ナイアガラ ⁄ CBSソニー  | LP                     | 27AH 1242 (NGLP-505,506-NT) | イエロー・レーベルに変更。歌詞カードの曲解説が省略される。 |
| 4  | 1981年4月1日  | ナイアガラ ⁄ CBSソニー  | CT                     | 27KH 962                    | |
| 5  | 1981年12月2日 | ナイアガラ ⁄ CBSソニー  | LP                     | 00AH 1383                   | 『NIAGARA VOX』(9LP:00AH 1381-9)の中の一枚。 |
| 6  | 1986年6月1日  | ナイアガラ ⁄ CBSソニー  | CD                     | 00DH 403                    | 『NIAGARA CD BOOK I』(8CD:00DH 401-8)の中の一枚。 |
| 7  | 1986年6月1日  | ナイアガラ ⁄ CBSソニー  | CD                     | 32DH 503 (NGCD-10-NT)       | 『NIAGARA CD BOOK I』からの単独発売。 「ドリーミング・デイ」「パレード」「遅すぎた別れ」「新無頼横町」「フライング・キッド」は吉田保によるリミックスで収録。「ココナツ・ホリデイ'76」はエンディングがフェイド・アウトする。    |
| 8  | 1995年3月24日 | ナイアガラ ⁄ ソニー     | CD                     | SRCL 3217 (NGCD-3-NT)       | CD選書シリーズの一枚。オリジナル・マスターによるCD化、ボーナス・トラック3曲収録。レーベルが赤になる。 大滝詠一による書き下ろしライナーノーツに、'76年当時の解説を併載。「ココナツ・ホリデイ'76」は今回もフェイド・アウトする。 |
| 9  | 2006年3月21日 | ナイアガラ ⁄ ソニー     | CD                     | SRCL 5005                   | 『NIAGARA TRIANGLE Vol.1 -30th Anniversary Edition-』 新規リマスター音源、ボーナス・トラック5曲収録。 |
| 10 | 2011年3月21日 | ナイアガラ ⁄ ソニー     | CD                     | SRCL 7502                   | 『NIAGARA CD BOOK I』(12CD:SRCL 7500-11)の中の一枚、新規リマスター音源。 |
| 11 | 2013年3月20日 | ナイアガラ ⁄ ソニー     | デジタル・ダウンロード | -                           | オリジナル・トラック全11曲(AAC 128/320kbps) |
| 11 | 2013年7月2日  | ナイアガラ ⁄ ソニー     | デジタル・ダウンロード | -                           | オリジナル・トラック全11曲(AAC 128/320kbps) |